# Det Frie Samfunns forlag
Det Frie Samfunns forlag er et norsk forlag grundlagt af Bertram Dybwad Brochmann.
Forlaget drives i dag af forfatteren og redaktøren Even Lorch-Falch, og har sit hovedkvarter i Elverum.